# Taniec lwów
Taniec lwów – tradycyjne chińskie uliczne widowisko taneczne, odgrywane z okazji różnych świąt (m.in. Chińskiego Nowego Roku). Popularny jest także wśród niektórych mniejszości narodowych, m.in. wśród zamieszkujących prowincję Junnan Tajów.
Zwyczaj lwich tańców przywędrował do Chin w okresie dynastii Tang z terytorium Persji (stąd też chińska nazwa lwa shi, pochodząca z perskiego shir).

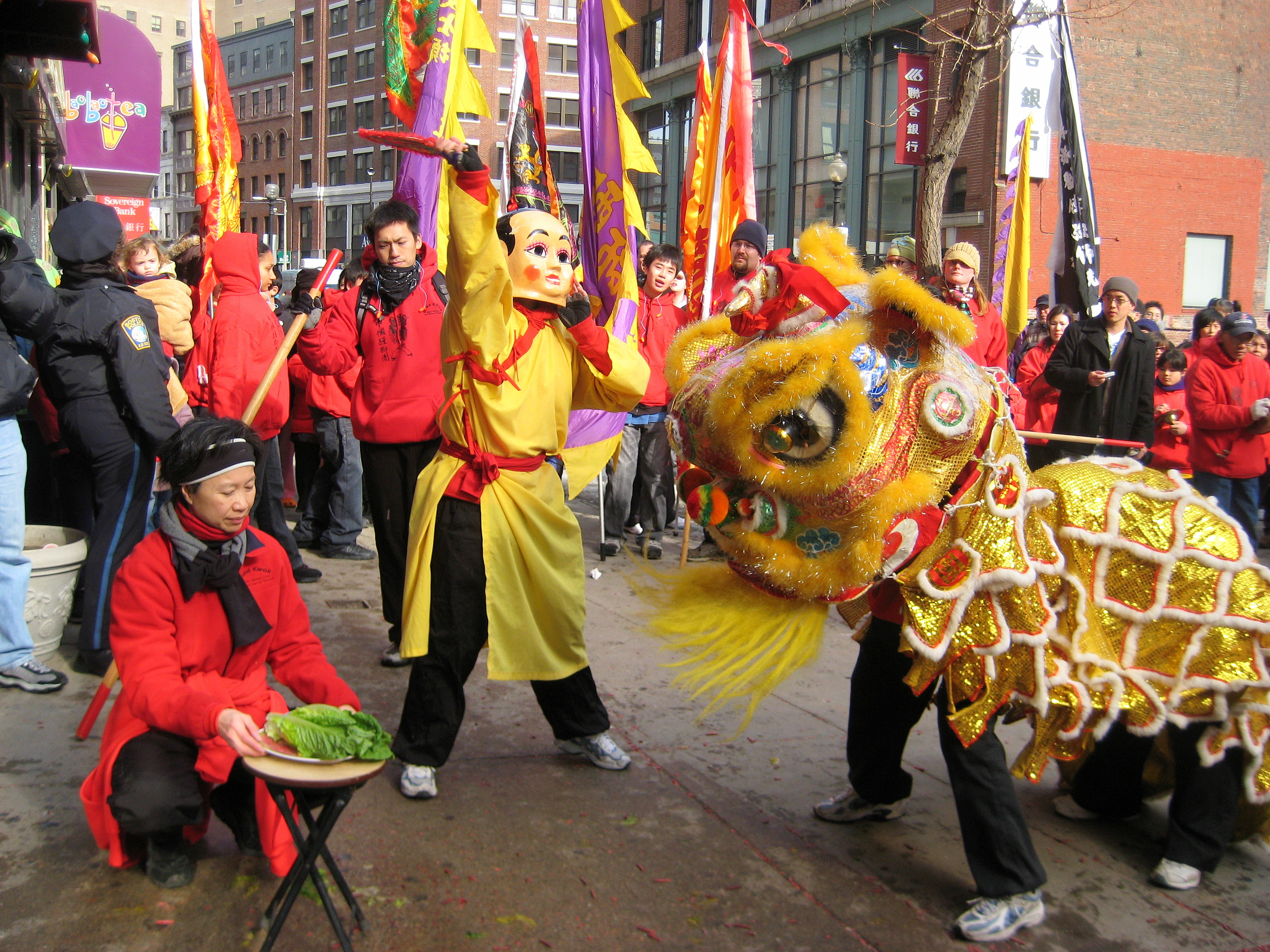
Taniec lwów

Taniec lwów odbywa się zawsze przy głośnym akompaniamencie bębnów i innych instrumentów. Tradycyjnie bierze w nim udział pięciu mężczyzn. Czterech z nich ubierając się w różnokolorowe stroje i trzymając maskę kreuje dwie postaci lwów, a jeden trzymając w ręku kij ze srebrną perłą (tradycyjny symbol lwów i smoków) dyryguje tańcem. Często spotyka się także jednego lwa, który straszy przechodniów i daje się ułagodzić jedynie rzucanymi mu monetami.